# Sciapus nitidus
Sciapus nitidus är en tvåvingeart som först beskrevs av Walker 1852.  Sciapus nitidus ingår i släktet Sciapus och familjen styltflugor. Inga underarter finns listade i Catalogue of Life.